# LG G3
LG G3는 LG전자가 개발한 안드로이드 스마트폰이다. G2의 후속작이며, 2014년 5월 27일 프레스 이벤트에서 공개되었고, 다음날 대한민국에서 출시되었다.
얇은 화면 베젤과 후면에 설치된 전원 및 볼륨 버튼 등의 요소를 LG G2에서 계승하였고, 발표 당시 QHD 해상도의 디스플레이를 최초로 장착하였으며, 레이저 오토포커스 기능을 탑재하였다.

## 특수 기능

### 레이저 오토 포커스
레이저를 이용해서 사진의 초점을 빠르게 잡는 기능이다. 야간 촬영 시 피사체의 위치를 찾기 어려울 때 유용하다.

### 셀프 카메라
셀프 카메라를 찍을 때 간단한 손동작 (보 - 주먹)으로 사진을 찍을 수 있는 기능이다.

### 스마트 키보드
키보드 높이를 자유롭게 지정할 수 있고, 터치 인식 영역을 보정하여 오타를 줄여 주는 기능이다.

### 스마트 클리닝
사용자가 사용하지 않는 문서를 알려줘서 기기를 쉽게 정리할 수 있는 기능이다.

## 액세서리

### 퀵서클 케이스
케이스에 뚫려 있는 동그란 서클 윈도우를 통해 전화 수신, 발신, 문자 받기, 음악, 카메라, 시계, 헬스 케어 기능을 사용할 수 있다. 색상은 메탈릭 블랙, 실크 화이트, 샤인 골드, 아쿠아 민트, 인디안 핑크가 있다.

### 무선 충전기 (WCD-100)
기기 자체에 충전기를 꽂을 필요 없이 무선 충전기에 충전기를 꽂아서 거치만 하면 충전이 된다. 출력은 1.8A까지 지원한다.

## 색상
- 메탈릭 블랙
- 실크 화이트
- 샤인 골드
- 블루 스틸

## 변형 기종

### LG G3 스타일러스
출시예정인폰으로 LG의 뷰시리즈가 막을 내린후 새롭게 출시되는 펜을 장착한 제품이다. 3G를 지원하는 보급형 모델이며 개발도상국과 신흥시장 등 일부국가에서만 출시한다.

### LG G 비스타
미국 출시 제품으로 대한민국에선 GX2로 출시되었다.

### 국가별

#### 대한민국LG-F400S/K/L
SKT,KT,LGU+를 통해 출시되었다.

#### 영국,유럽 연합LG-D855
영국을 포함한 유럽에서 출시되었다.

#### LG-D857
WCDMA, TD-SCDMA, LTE-TDD를 지원한다.

#### 중국LG-D858
차이나 모바일을 통해 출시되었으며, TD-SCDMA, LTE-TDD를 지원한다.

#### 중국LG-D859
차이나 텔레콤을 통해 출시되었으며, CDMA2000, LTE-TDD를 지원한다.

## 언어
- 한국어 -  대한민국,  중국
- 영어 -  남아프리카 공화국,  미국,  뉴질랜드,  아일랜드,  영국,  캐나다,  오스트레일리아
- 중국어(타이완) -  중화민국
- 중국어(홍콩) -  홍콩
- 중국어(간체) -  중국
- 일본어 -  일본
- 아제르바이잔어 -  아제르바이잔
- 인도네시아어 -  인도네시아
- 말레이어 -  말레이시아
- 보스니아어 -  보스니아 헤르체고비나
- 카탈루냐어 -  스페인,  안도라
- 체코어 -  체코
- 덴마크어 -  덴마크
- 독일어 -  독일
- 에스토니아어 -  에스토니아
- 스페인어(스페인) -  스페인
- 스페인어(미국) -  미국
- 바스크어 -  스페인
- 프랑스어(캐나다) -  캐나다
- 프랑스어(프랑스) -  프랑스
- 갈리시아어 -  스페인
- 크로아티아어 -  크로아티아,  보스니아 헤르체고비나
- 아이슬란드어 -  아이슬란드
- 이탈리아어 -  이탈리아,  바티칸 시국,  산마리노,  스위스,  크로아티아
- 스와힐리어 -  탄자니아,  케냐,  우간다,  콩고 민주 공화국
- 쿠르드어 -  이라크
- 라트비아어 -  라트비아
- 리투아니아어 -  리투아니아
- 헝가리어 -  헝가리,  루마니아
- 네덜란드어 -  네덜란드,  벨기에,  수리남
- 노르웨이어(보크몰) -  노르웨이
- 우즈벡어 -  우즈베키스탄
- 폴란드어 -  폴란드
- 포르투갈어(브라질) -  브라질
- 포르투갈어(포르투갈) -  포르투갈
- 루마니아어 -  루마니아
- 슬로바키아어 -  슬로바키아,  체코,  세르비아
- 슬로베니아어 -  슬로베니아
- 핀란드어 -  핀란드
- 스웨덴어 -  스웨덴,  핀란드
- 베트남어 -  베트남
- 튀르키예어 -  튀르키예,  키프로스
- 그리스어 -  그리스,  키프로스
- 불가리아어 -  불가리아
- 카자흐어 -  카자흐스탄
- 러시아어 -  러시아,  벨라루스,  카자흐스탄,  키르기스스탄,  타지키스탄,  아르메니아
- 세르비아어 -  세르비아,  보스니아 헤르체고비나,  코소보
- 우크라이나어 -  우크라이나,  몰도바
- 조지아어 -  조지아
- 아르메니아어 -  아르메니아
- 아랍어 -  이집트,  사우디아라비아,  아랍에미리트,  예멘,  시리아,  이라크,  요르단,  팔레스타인,  쿠웨이트,  오만,  바레인,  카타르,  레바논,  이스라엘,  알제리,  튀니지,  리비아,  모로코,  수단,  모리타니,  에리트레아,  지부티,  차드,  코모로
- 페르시아어 -  이란,  아프가니스탄,  타지키스탄
- 암하라어 -  에티오피아
- 네팔어 -  네팔,  인도
- 마라티어 -  인도
- 힌디어 -  인도,  피지
- 벵골어 -  방글라데시,  인도
- 펀자브어 -  인도
- 구자라트어 -  인도
- 타밀어 -  스리랑카,  싱가포르,  인도
- 텔루구어 -  인도
- 칸나다어 -  인도
- 말라얄람어 -  인도
- 싱할라어 -  스리랑카
- 태국어 -  태국
- 버마어 -  미얀마
- 캄보디아어 -  캄보디아

## 같이 보기
- LG G2
- LG G 플렉스
- LG G 프로 2